# 新屯街道 (望谟县)
新屯街道，是中华人民共和国贵州省黔西南布依族苗族自治州望谟县下辖的一个街道办事处。
2015年1月21日，贵州省人民政府批复同意望谟县乡镇行政区划调整，新设置的新屯街道辖原新屯镇，办事处驻新屯村。

## 行政区划
新屯街道下辖以下地区：
新屯村、纳包村、纳林村、弄林村、纳坝村、牛角村、塘家坪村委、红岩村、小米地村委、柯杉村、巴巴坪村委、坪相村、竹山村、里牛村和交角村。